# Château des Essertaux
Le château des Essertaux est situé sur la commune de Bussières en Saône-et-Loire, sur une butte, entre deux vallons.

## Description
C'est un bâtiment de plan rectangulaire formé de quatre corps entourant une cour. Trois des angles extérieurs sont flanqués de tours rondes aveugles à bases légèrement talutées, pourvues de meurtrières. Les vestiges d'une construction carrée, qui fut peut-être un donjon, occupent l'angle Sud-Ouest. Le portail d'entrée s'ouvre au milieu du flanc oriental: il est constitué d'une porte charretière accostée d'une porte piétonne. Au-dessus de chacune d'elles, règne une frise sculptée de trophées, de combats, de pièces d'équipement militaire et de feuilles d'acanthe. Ce décor est complété par un cartouche aux armes des de Franc et des Lugny, ce qui autorise à dater l'ensemble de 1570 environ. À l'exception du tinailler, à droite du portail, les bâtiments qui entourent la cour ont subi au XIXe siècle d'importants remaniements.
Au-delà du flanc Nord, s'allonge une terrasse, portant un jardin à la française, dont les angles Nord sont occupés par deux petites charmilles, de part et d'autre d'un escalier à double volée à montées convergentes. Sa création semble remonter au XVIIe siècle.
Le château est une propriété privée et ne se visite pas.
Il fait l’objet d’une inscription au titre des monuments historiques depuis le 16 avril 1992.

## Historique
- 1368 : présence d'une tour entourée de murailles, tenue par un damoiseau nommé Bechet
- 1423 : Étienne de Franc, garde de la porte de La Barre à Mâcon, achète ce bien avec la dot de sa femme, Jeanne de Lugny.
- 1570 : Louis de Franc, seigneur d'Essertaux, épouse Claudine de Lugny, dame de Loize, fille de Jean de Lugny et d'Antoinette de Cheminant.
- 1598 : le 20 janvier, Louis de Franc, malade de la goutte, fait dans la salle basse de son château d'Esserteaux un testament mutuel avec Claudine de Lugny, sa femme, et meurt peu après. Son épouse, « dame de Loize et douairière d'Essertaux », mourra à Mâcon le 3 août 1620 à l'âge de 68 ans et son corps sera enseveli le lendemain en l'église de La Chapelle-de-Guinchay, au tombeau de ses prédécesseurs.
- 1677 : les de Franc revendent le fief aux Noblet d'Anglure.
- juillet 1789 : le château, dévasté, va être mis en vente à diverses reprises.
- 1842 : achat par le docteur Philibert dont descendent les propriétaires actuels.